# Eupelix
Eupelix — рід цикадок із ряду клопів, які зустрічаються у Палеарктиці.

## Опис
Цикадки розміром 5—9 мм. Стрункі, з широкою плоскою трикутно-параболічною головою. Тім'я злегка увігнуте, з серединним кілем. На території колишнього СРСР відомий лише один вид.